# Andrzej Bławdzin
Andrzej Bławdzin (ur. 19 sierpnia 1938 w Płochocinie, zm. 10 kwietnia 2023) – polski kolarz szosowy, zwycięzca Tour de Pologne (1967). Olimpijczyk z Tokio i Meksyku. Wielokrotny medalista mistrzostw Polski. Zmarł 10 kwietnia 2023. 19 kwietnia został pochowany na cmentarzu w Błoniu.

## Największe sukcesy
- 1964
  - 1. miejsce na 3. etapie Tour de Pologne
  - 10. miejsce w klasyfikacji generalnej Tour de Pologne
- 1965
  - 1. miejsce na 1b. etapie Österreich-Rundfahrt
  - 1. miejsce na 6. etapie Tour de l’Avenir
- 1967
  - 1. miejsce w klasyfikacji generalnej Tour de Pologne
    -  1. miejsce w klasyfikacji najaktywniejszych Tour de Pologne
    - 1. miejsce na 2. i 4. (jazda indywidualna na czas) etapie Tour de Pologne

  - 6. miejsce w klasyfikacji generalnej Wyścigu Pokoju
- 1969
  - 8. miejsce w klasyfikacji generalnej Wyścigu Pokoju
    - 1. miejsce na 15. etapie Wyścigu Pokoju